# Tomozia
Tomozia (wymowaⓘ) – wieś w Rumunii, w okręgu Bacău, w gminie Vultureni. W 2011 roku liczyła 250 mieszkańców.